# سكبان
السكبان (بالتركية: Sekban)‏، هم مرتزقة من أصول فلاحية في الدولة العثمانية.  في البداية، كان هذا المصطلح يشير إلى وحدات عسكرية غير نظامية، وخاصة تلك التي لا تمتلك أسلحة نارية، لكنه أصبح لاحقًا يُطلق على أي جيش خارج القوات النظامية. لم يكن السكبان مخلصين للدولة العثمانية فقط، بل كانوا موالين لأي جهة تدفع لهم رواتب كافية.
تعود أصول السكبان إلى بداية العهد العثماني، حيث كان السكبان يرافقون السلطان في الحرب والصيد، ثم تكون منهم فرقة كل ولاية لا سيما في الشام. ثم استخدموا في نطاق أوسع كقوة مساندة للإنكشارية. ألغي تشكيل السكبان في أعقاب القضاء على الإنكشارية في عهد السلطان محمود الثاني سنة 1255 هـ / 1839 م.

## أصل الكلمة
«سكبان» لفظ فارسي معناه "مربي الكلاب"، حيث "سك" معناها "كلب"، و"بان" معناها "الحافظ أو الصاحب". واحدهم «سكباني» ويرأسهم «سكبان باشي». وقيل هو تحريف لكملة سيمن Seyman التركية وتعني بالفارسية المقدام الذي يشاطر صفوف العدو.

## التأسيس
تأسست فرقة السكبان خلال عهد السلطان مراد الأول كجزء من الحاشية الخاصة للسلطان أثناء رحلات الصيد. وظلت فرقة مستقلة حتى عهد السلطان محمد الفاتح، حيث قام عام 1451م بدمجهم في صفوف الإنكشارية لكبح جماح تمرداتهم. في ذلك الوقت، كان عددهم يتراوح بين ستة إلى سبعة آلاف جندي، بينما تم الاحتفاظ بـ خمسمائة جندي منهم خصيصًا لخدمة السلطان في الصيد.
في عهد السلطان سليم الأول، تم تنظيم جميع وحدات السكبان ضمن وحدة واحدة داخل الإنكشارية، لتصبح الوحدة الخامسة والستين من الفيلق. كان أفرادها يشاركون في رحلات الصيد الملكية، ويدربون كلاب الصيد، ويعملون في أفران الخبز المخصصة للفرقة، كما كانوا يشاركون في الحروب جنبًا إلى جنب مع الإنكشارية.

## التجنيد والتنظيم
باعتبارهم جزءًا من القوات النظامية المحلية (يرليكولو) (بالتركية: Yerlikulu)‏، كان السكبان يُجنَّدون بشكل تطوعي من بين الفلاحين المحليين عند الحاجة إلى جنود إضافيين، ولذلك لم يكونوا مدربين تدريبًا عسكريًا قويًا مثل الوحدات الأخرى. في بعض الأحيان، كان المسيحيون ينضمون إلى الفرقة هربًا من "الجزية السنوية" (ساليانة)(بالتركية: Salyâne)‏، ولم يكن هؤلاء الجنود يعترفون بسلطة أحد باستثناء الوالي المحلي للمنطقة التي يخدمون فيها. وكانوا يتقاضون رواتب "علُوفة" (بالتركية: ulûfe)‏ طوال مدة خدمتهم.
كان السكبان يُقسَّمون إلى وحدات تُعرف باسم "البيرق"(بالتركية: Bayrak)‏، وكان لكل وحدة ضابطان هما "قائد السريّة" (بُلوك باشي)(بالتركية: bölükbaşı)‏ و"حامل الراية" (بيرقدار)(بالتركية: Bayraktar)‏. وكان سلاحهم الأساسي هو السيف. ومع مرور الوقت، تراجع أهمية السكبان، ليحل محلهم فيلق جديد من المشاة أُطلق عليه "التُفَنكْجية" (حاملو البنادق) (بالتركية: Tüfekçi)‏.

## التمويل
تم تمويل هذه القوات من خلال ضريبة خاصة تُعرف باسم "سيكبان آقجه‌سي" (بالتركية: sekban akçesi)‏، وتم تجنيدهم بأعداد كبيرة حتى أصبحوا العنصر الأكثر عددًا في الجيوش العثمانية. لكن الاعتماد المفرط عليهم أدى إلى عواقب وخيمة؛ فمع انتهاء الحروب، مثل الحرب ضد الدولة الصفوية عام 1590م والحرب ضد النمسا عام 1606م، وجد العديد منهم أنفسهم بلا عمل أو مصدر رزق، مما دفعهم إلى التمرد والتشرد وعمليات النهب، حيث عاثوا فسادًا في الأناضول بين عامي 1596م و1610م.

## حل السكبان
أدى الصراع بين الإنكشارية والسكبان في النهاية إلى تمرد كبير؛ فبعد هزيمة الإنكشارية في جبهة الروملي، توجهوا إلى إسطنبول عام 1687م لعزل السلطان محمد الرابع. وردًا على ذلك، عين السلطان القائد "ياغن عثمان آغا" (بالتركية: Yeğen Osman Ağa)‏، وهو قائد سكبان صعد بجهوده الذاتية، لمواجهة الإنكشارية، لكنه فشل، مما أدى إلى الإطاحة بالسلطان محمد الرابع.
واصل السلطان سليمان الثاني سياسة سلفه السلطان محمد الرابع، وجعل ياغن عثمان واليًا عامًا على الروملي، لكنه حاول لاحقًا أن ينصب نفسه صدرًا أعظماً. وعندما حدث ذلك، قام الصدر الأعظم الحالي بحل فيالق السكبان وأصدر تهديدًا بالإعدام ضد كل من يرفض التفكك، مما أشعل حربًا أهلية.
تمكن السكبان من تحقيق التفوق العسكري، ولكن تغييرًا جديدًا في موقف الإدارة العثمانية أدى إلى القبض على ياغن عثمان وإعدامه. ورغم ذلك، لم تتوقف تمردات السكبان ، وبحلول عام 1698م، توصل السلطان إلى اتفاق معهم، حيث منحهم ضمانات مقابل التزامهم بحسن السلوك، لكن هذا الاتفاق نُقض سريعًا، واستمرت ثورات السكبان طوال القرن الثامن عشر.